# Kalamataoliver

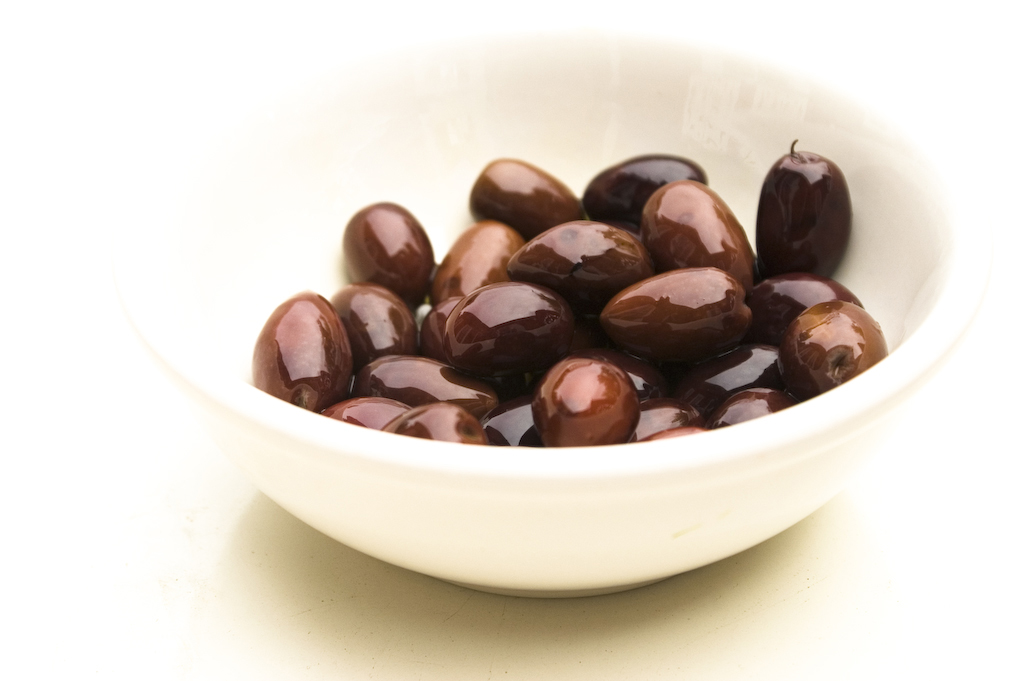
Kalamataoliver.

Kalamataoliver är kalamonoliver som odlas i regionen Messenien i Grekland. Kalamataoliv är en skyddad ursprungsbeteckning, vilket innebär att endast oliver från regionen Messinien får säljas under namnet kalamataoliver inom EU.
Kalamataoliver har fått sitt namn från staden Kalamata som är huvudort i Messenien.